# Thevitella alphalis
Thevitella alphalis är en fjärilsart som beskrevs av Pierre E.L. Viette 1958. Thevitella alphalis ingår i släktet Thevitella och familjen Crambidae. Inga underarter finns listade i Catalogue of Life.